# Federació Mundial de Boxa Professional
L'Federació Mundial de Boxa Professional (WPBF), en anglès World Professional Boxing Federation, és un organisme internacional que regeix aquest món de boxa professional coincideix amb les sancions i premis i campionats subordinats.

## Funció
La Federació Mundial de Boxa Professional (WPBF) es dedica a promoure i servir a l'esport de la boxa professional i l'aplicació de mesures de seguretat per a la protecció de l'esport de la boxa professional, i l'exercici de la seva autoritat activa regular, controlar i supervisar la boxa professional en les seves respectives jurisdiccions, a través d'Àfrica, Àsia-Pacífic, Europa, Amèrica del Nord i Amèrica Llatina, l'aplicació de la justícia i la igualtat d'oportunitats en tots els temps en la boxa, imparcial, honesta i justa per a tothom, amb personalitat jurídica pròpia i autonomia fiscal, que té jurisdicció i competència sobre totes les associacions i associats Els membres que formen part pertinent.